# Stegophora ulmea
Stegophora ulmea är en svampart som först beskrevs av Elias Fries, och fick sitt nu gällande namn av Syd. & P. Syd. 1916. Stegophora ulmea ingår i släktet Stegophora och familjen Sydowiellaceae.   Inga underarter finns listade i Catalogue of Life.